# 川本重雄
川本 重雄（かわもとしげお、1953年 - ）は、日本の建築史家。元京都女子大学学長。専門は日本建築史。寝殿造を主要な研究領域とする。

## 経歴
1953年、岐阜県で生まれた。東京大学工学部建築学科で学び、1975年に卒業。東京大学大学院工学系研究科建築学専攻に進み、1982年に博士課程を工学博士の学位を取得して終了。学位論文は『寝殿造の研究』。
1984年、北海道工業大学の講師となり、1991年に教授に昇格。1999年、京都女子大学に移り、2009年に学長に就任。2017年、近畿大学教授。

## 受賞・栄典
- 2006年：第8回建築史学会賞を受賞（2005年度（第10回）『寝殿造の空間と儀式』）

## 研究内容・業績
1982年と翌年に日本建築学会に発表した論文で、それまでは主流であった太田静六の「正規寝殿造」を否定し、以後数年間論争を行った。

### 儀式空間の変遷論

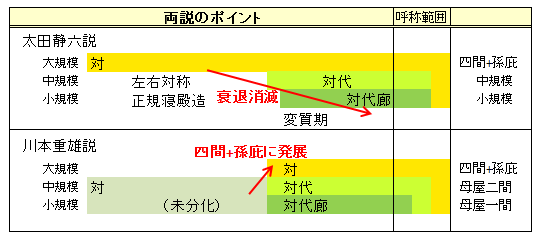
512：両説のポイント

川本重雄は「正規寝殿造」そして「左右対称」を否定して太田静六に挑んだ一人であり、1982年と翌年の「寝殿造の典型散とその成立をめぐって（上下）」以来、太田静六はもちろん太田博太郎や飯淵康一まで巻き込んで数年に渡って建築学会で討論を行っている。
川本重雄の太田静六的寝殿造の変遷論への異論の根幹は次のようなものである。
```
従来定説となっている寝殿造の典型像は、平安時代中期以前（おおむね11世紀中頃以前）の文献にみえる寝殿・東対・西対といった言葉に、平安時代後期の文献に残る指図から復原した寝殻・対のイメージを重ね合わせることで出来上がっていた・・・
左右非対訴な形式が、平安時代後期になって初めてみられるのではなく、貴族文化がその頂点に達Lたといわれる藤原道長時代の道長自身の本所土御門京極殿や道長の嫡男頼通の本所高陽院でもみられる
[
7
]
```

太田静六・川本重雄両説のポイントを図示すれば、既に挙げた画像512のようにベクトルがまるで逆になる。
そして「左右対称から非対称へという図式は寝殿造の歴史全体を語る指標となりえない」と、文化人類学者・石毛直道の「人間の住居と動物の住居のちがいのひとつは、人間の住居は客を招じいれる設備でもある」という指摘を引用しつつこう書く。
```
住宅の歴史が主として社会の歴史的変化に対応する接客方法や接客空間の変化によって形づくられていったとしても決しておかしくはない。
[
10
]
```

そして寝殿造の変化をムード的な「国風化」「日本人気質の表れ」などからではなく、「接客」の変化から考察する。貴族社会での「接客」は公式なものとしては「大饗」「臨時客」などの儀式にあらわれる。そしてそれらを分析しながら「接客」での「もてなす場」「もてなす相手」の変化に、社会構造の変化を読み取ろうとするもので、『建築史学』1992年の「学会展望・日本住宅史」でも「きわめて刺激的な論考」と評される。

### 正月大饗（律令時代）

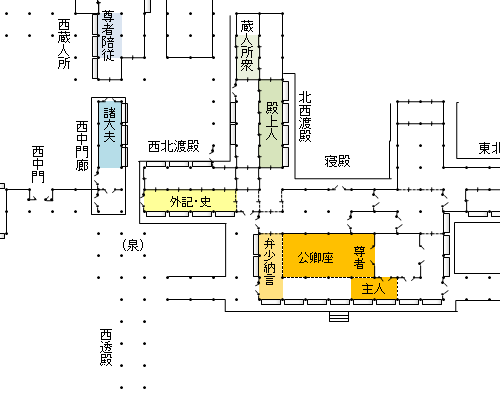
920：正月大饗、仁平2年(1152)の東三条殿の場合。
(川本重雄『寝殿造の空間と儀式』より作成。)

最初に比較を行ったのは『九条殿記』天慶8年(945)正月5日条の右大臣藤原実頼が小野宮で開いた正月大饗の記録と、平安時代末の仁平2年(1152)正月26日に左大臣藤原頼長が東三条殿で聞いた正月大饗である。
正月大饗とは太政官の長が太政官府の部下を招く饗宴であることには平安中期も平安末期も変わらない。
しかしひとつだけ大きく違うところがある。画像920は平安時代末の仁平2年(1152)の席の配置であるが、殿上人座とか諸大夫の座が設けられていることである。これは貴族社会の変化とみて良いが、ただしその席は外記・史などより遠くに、南庭が見えない裏側（北側）の場所に隔離され、それによって大饗の有職故実を維持している。

### 臨時客（摂関時代)

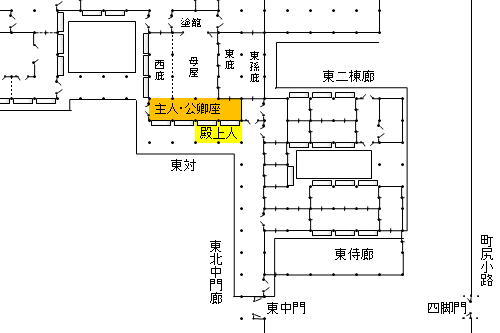
930：臨時客。東三条殿の場合。『年中行事絵巻』にも描かれている。
(川本重雄『寝殿造の空間と儀式』より作成)

大饗においても貴族社会の構造の変化が若干見られたが、それがもっとはっきりと判るのは、正月大饗の代わりに開催されるようになった臨時客である。そこでの招待客は大臣を含む公卿と殿上人であり、大饗のような太政官の官人ではない。その会場は対に移る。画像930がその会場である。
川本重雄の『古代文化』の論文の中に「土御門京極殿における饗宴儀式とその饗座」という表があるが、道長の土御門殿で行われた饗宴儀式は『権記』『小右記』『御堂関白記』に確認される範囲で17回あり、その内寝殿で行われたのは正月大饗と任大臣大饗の2回。他15回は対で行われ、招待客は公卿と殿上人、または公卿と殿上人と諸大夫である。立后の宴も対で行われるが、大治5年(1130)の例では東三条殿東対で行われ、初日の2月21日には母屋に公卿、南庇に四位侍従、中門廊に五位侍従、22日23日は南庇に公卿、南弘庇に殿上人、中門廊に諸大夫の席が設けられた
。
川本重雄は大饗を律令制下の饗宴。臨時客など対で行われるものを摂関時代の饗宴としている。そして律令官制に基づく序列から公卿・殿上人・諸大夫の三階層の序列に変化した理由を佐藤進一が『日本の中世国家』で論じた「官司請負制」に求める。これは律令国家体制から王朝国家体制への変化を象徴する極めて大きな貴族社会の、そして在地までも含めた社会そのものの変容である。
その摂関時代の饗宴が対を会場としたのは「寝殿が律令時代の接客空間として官位の秩序によって穆着し、新しい秩序を受容できなかった」からで、「対屋こそが貴族住宅の中核になった」とする。
そのような儀式饗宴会場としての対は東西どちらでも良いということではない。寝殿造には「ハレ」(晴)と「ケ」(褻)があり、「西礼の家」と「東礼の家」というものもある。
川本重雄はこう書く。
```
王朝国家の接客空間として発展・整備された対とそれ以外の対の聞に規模・形式の上で明瞭な差が生まれ、前者がこれまで同様『対』あるいは『対屋』と呼ばれたのに対し，後者は『対代』『対代廊』の名で呼ばれるようになった
[
22
]
。
```

平安京遷都の頃、つまり800年前後と推定される平安京右京一条三坊九町(山城高校遺跡)のような梁行の小さい東西の脇殿が、角度以外は寝殿と変わらないような規模にまで発展したのはおよそ藤原兼家・藤原道長の頃であろうという。藤原兼家は、東三条殿の西対を内裏の清涼殿風に設えて非難を受けたが、その「清涼殿風に」とは梁行五間である。それは寝殿の脇役であった脇殿が、新しい儀式空間である「対」と、そうでない脇殿、つまり「対代」や「対代廊」へ分化した時期でもあったとする。そして平安盛期における「正規寝殿造」の代表とされる寛仁2年(1018)の第二期土御門殿の段階から、寝殿造は左右非対称であったのではないかとする。
つまり先に引用した太田静六が「平安末期に多くみられるような対代ないし対代廊形式は、原則的には未だ用いられなかった」とした点は、「対」は未だ寝殿の脇役としての脇殿であり、新しい儀式空間である「対」とそうでない「対」つまり「対代」との差別化が生まれていなかったのだろうと云う。
なお、臨時客を対で行ったのは最盛期の話であって、大規模寝殿造が儀式用（ほぼ大饗用）のみに残る段階においては、摂関家と云えども日常住まう屋敷には対代廊しかなく、正月の臨時客を寝殿で開くこともあった。臨時客まで儀式用の東三条殿で行うようになったのは更にその後である。任大臣大饗にしろ臨時客にしろ、南庇を二行対座の儀式的饗宴場として用いるには、その幅は12尺必要である。
なおこの論争に関わる主要な論文は『寝殿造の空間と儀式』に収録されている。『古代文化』掲載の論文はそのまとめである。

## 著作
著書
- 『寝殿造の空間と儀式』[26]

共著著
- 『三十三間堂と洛中・東山の古寺』集英社 1981
- 『京の浄土教寺院』集英社 1984
- 『平安京の邸宅』望稜社 1987
- 『建築史論叢：稲垣栄三先生還暦記念論集』中央公論美術出版 1988
- 『奥州藤原氏と柳之御所跡』吉川弘文館 1992
- 『函館市史：都市・住文化編』函館市 1995
- 『絵巻物の建築を読む』東京大学出版会 1996
- 『類聚雑要抄指図巻』中央公論美術出版 1998
- 『客殿と障壁画』朝日新聞社 2000
- 『講座日本美術史 5〈かざり〉と〈つくり〉の領分』東京大学出版会 2005
- 『古代社会の崩壊』(シリーズ都市・建築・歴史 2) 東京大学出版会 2005

### 注記
1. ↑  
川本重雄・太田静六の論争を大和智は『建築史学』3号「学会展望・日本住宅史」で「現状での両者の見解の相違は対称、非対称の論拠となる対屋・対代の実態、寝殿造の変遷過程に関する解釈の相違に起因するものであり、これらの問題の解決がまず必要であろう」と評した。この「対屋・対代の実態」に関しては飯淵康一が「対屋の規模からみた寝殿造の変遷について」(飯淵康一1983、pp.2507-2508、飯淵康一1984、pp.154-164）を論じ、川本重雄との討論に発展している。互いの論旨をまとめたのが『古代文化-特集/寝殿造研究の現状と課題』での両者の論文である（飯淵康一1987、川本重雄1987）。
2. ↑  
藤原頼長の頃には通常の正月は、大饗に変わって臨時客が開かれるようになっていたが、大臣になった次の正月だけは正月大饗を主催した。
3. ↑  
中央公論社『年中行事絵巻』において小松茂美はこれを「大饗」と解説するが誤りで「臨時客」（川本重雄2005a p.329 注81）。『年中行事絵巻』p.97下段からpp.98-99上段に「大臣大饗」とされているものが「正月大饗」である。
4. ↑  
もちろん現職公卿は太政官の「かみ」と「すけ」であるが。
5. ↑  
例えば寝殿の母屋と南庇はハレであり、北庇はケ（褻）である。西を大路、東を小路で挟まれた屋敷では、通常は西の大路側に正門を開く。大臣家であれば西に四脚門、東に棟門となり、これが「西礼の家」である。儀式饗宴会場としての対は「西礼の家」であれば寝殿の西側である。そして通常、寝殿の塗籠は、正門の反対側に作られる。